# L'hora del lector
L'hora del lector fou un programa de Televisió de Catalunya que es va emetre al Canal 33 de 2007 a 2011. El programa, conduït per Emili Manzano, girava entorn el món dels llibres i de la lectura, amb entrevistes a escriptors, editors o altres persones vinculades amb el món literari, reportatges sobre hàbits de consum literari, consells i informacions sobre novetats editorials, lectures de textos escollits, etc.

## L'Equip
- Direcció i presentació: Emili Manzano
- Coordinació: Pau Clua
- Equip creatiu: Javier Pérez-Andújar, Ramon Colomina
- Realització: Ángel Biescas
- Producció: Isabel Sucunza
- Producció TVC: Maria Lluïsa Farré
- Ajudant de realització: Joan Bastida
- Ajudant de producció TVC: Toni Quer
- Reportatges: Marina Espasa, Enric Juste
- Col·laboradors: Javier Pérez-Andújar, Víctor Amela